# Ventotene
Ventotene település Olaszországban, Lazio régióban, Latina megyében. Lakosainak száma 704 fő (2023. január 1.).

## Népesség
A település lakossága az elmúlt években az alábbi módon változott:
| Lakosok száma | 751  | 775  | 704  |
|               | 2017 | 2018 | 2023 |